# Le Manoir maudit
Pour plus de détails, voir Fiche technique et Distribution.
Le Manoir maudit (Metempsyco) est un film d'horreur réalisé par Antonio Boccacci, sorti en 1963. Il s'agit de son unique film.

## Synopsis
Deux jeunes femmes pénètrent dans un château abandonné, entretenu par la comtesse Elizabeth, qui appartenait auparavant à la comtesse Irène, disparue mystérieusement avant son mariage avec le prince Raman. Elles sont enfermées dans une pièce secrète, puis torturées et assassinées par un homme défiguré. Leurs cadavres sont retrouvés sur un petit chemin de campagne... 
Le docteur Darnell et sa fille Anna viennent s'installer dans la région.Elle fait régulièrement des cauchemars dans lesquels elle revit le terrible meurtre de la comtesse. Inquiet pour sa santé, son père l’emmène, pour tenter de la guérir, sur le lieu du crime, le même manoir où ils rencontrent Elizabeth, qui était jalouse d'Irène car le prince l'a choisie comme épouse. Ce dernier revient dans le château et se rend compte qu'Anna, qui ressemble à sa femme défunte, pourrait bien être sa réincarnation. 
Le journaliste George Dickson enquête sur la mort des deux jeunes femmes et s'éprend d'Anna. Mais l'homme défiguré, vivant dans les sous-sols du château, cherche à la tuer...

## Fiche technique
- Titre original : Metempsyco
- Titre français : Le Manoir maudit
- Réalisation : Antonio Boccacci
- Scénario : Anthony Kristye et Giovanni Simonelli
- Montage : Jean-Pierre Grasset
- Musique : Armando Sciascia
- Photographie : Francesco Campitelli
- Production : Francesco Campitelli
- Société de production : Virginia Cinematografica
- Société de distribution : Filmar
- Pays d'origine :  Italie
- Format : Noir et blanc
- Genre : horreur
- Durée : 88 minutes
- Dates de sortie : 
  -  Italie : 27 mars 1963

## Distribution
- Annie Alberti (VF : Chantal Deberg) : Anna Darnell / comtesse Irene
- Adriano Micantoni (VF : Pierre Leproux) : Dr. Darnell
- Marco Mariani (VF : Bernard Woringer) : George Dickson
- Flora Carosello (VF : Sylvie Deniau) : comtesse Elizabeth
- Antonio Boccacci (VF : Jean Amadou) : Raman / Erbart, l'hindou
- Emy Eco (VF : Sophie Leclair) : Esther
- Terry Thompson (VF : Jane Val) : Cathy